# Junji Nishikawa
Junji Nishikawa (西川 潤之, Nishikawa Junji, 29 juni 1907 – ?) was een Japans voetballer die als doelman speelde.

## Japans voetbalelftal
Junji Nishikawa maakte op 27 augustus 1927 zijn debuut in het Japans voetbalelftal tijdens een Spelen van het Verre Oosten tegen China. Junji Nishikawa debuteerde in 1927 in het Japans nationaal elftal en speelde 2 interlands.

## Statistieken
| Japans voetbalelftal | Japans voetbalelftal | Japans voetbalelftal |
| Jaar                 | Wed.                 | Dlp.                 |
| -------------------- | -------------------- | -------------------- |
| 1927                 | 2                    | 0                    |
| Totaal               | 2                    | 0                    |